# Оук-Парк (Мічиган)
Оук-Парк (англ. Oak Park) — місто (англ. city) в США, в окрузі Окленд штату Мічиган. Населення — 29 560 осіб (2020).

## Географія
Оук-Парк розташований за координатами 42°27′54″ пн. ш. 83°10′56″ зх. д. / 42.46500° пн. ш. 83.18222° зх. д. (42.464993, -83.182330).  За даними Бюро перепису населення США в 2010 році місто мало площу 13,38 км², уся площа — суходіл.

## Демографія
Згідно з переписом 2010 року, у місті мешкало 29 319 осіб у 11 719 домогосподарствах у складі 7533 родин. Густота населення становила 2192 особи/км².  Було 12782 помешкання (956/км²).
Расовий склад населення:
| - 57,4 % — чорних або афроамериканців - 37,4 % — білих - 1,4 % — азіатів - 0,2 % — корінних американців |

До двох чи більше рас належало 3,0 %. Частка іспаномовних становила 1,4 % від усіх жителів.
За віковим діапазоном населення розподілялося таким чином: 24,9 % — особи молодші 18 років, 62,2 % — особи у віці 18—64 років, 12,9 % — особи у віці 65 років та старші. Медіана віку мешканця становила 37,5 року. На 100 осіб жіночої статі у місті припадало 82,2 чоловіків;  на 100 жінок у віці від 18 років та старших — 76,1 чоловіків також старших 18 років.
Середній дохід на одне домашнє господарство  становив 55 226 доларів США (медіана — 47 463), а середній дохід на одну сім'ю — 62 486 доларів (медіана — 54 143). Медіана доходів становила 42 885 доларів для чоловіків та 41 529 доларів для жінок. За межею бідності перебувало 16,2 % осіб, у тому числі 21,2 % дітей у віці до 18 років та 13,2 % осіб у віці 65 років та старших.
Цивільне працевлаштоване населення становило 13 185 осіб. Основні галузі зайнятості: освіта, охорона здоров'я та соціальна допомога — 27,0 %, виробництво — 13,7 %, науковці, спеціалісти, менеджери — 11,0 %, роздрібна торгівля — 10,4 %.